# Stora Färgen, Småland
Stora Färgen är en sjö i Hylte kommun i Småland och ingår i Nissans huvudavrinningsområde. Sjön är 10 meter djup, har en yta på 6,27 kvadratkilometer och befinner sig 133 meter över havet. Sjön avvattnas av vattendraget Färgån (Gassboån). Vid provfiske har bland annat abborre, braxen, gers och gädda fångats i sjön.

## Delavrinningsområde
Stora Färgen ingår i det delavrinningsområde (631793-134985) som SMHI kallar för Utloppet av Stora Färgen. Medelhöjden är 145 meter över havet och ytan är 27,4 kvadratkilometer. Räknas de 21 avrinningsområdena uppströms in blir den ackumulerade arean 251,94 kvadratkilometer. Färgån (Gussboån) som avvattnar avrinningsområdet har biflödesordning 2, vilket innebär att vattnet flödar genom totalt 2 vattendrag innan det når havet efter 64 kilometer. Avrinningsområdet består mestadels av skog (63 %). Avrinningsområdet har 6,26 kvadratkilometer vattenytor vilket ger det en sjöprocent på 22,8 %.

## Fisk
Vid provfiske har följande fisk fångats i sjön:
- Abborre
- Braxen
- Gärs
- Gädda
- Gös
- Löja
- Mört
- Sik
- Siklöja